# Gospodarczy Bank Spółdzielczy w Strzelinie
Gospodarczy Bank Spółdzielczy w Strzelinie – bank spółdzielczy z siedzibą w Strzelinie. Bank zrzeszony jest w Spółdzielczej Grupie Bankowej.
Oprócz działalności bankowej bank prowadzi ośrodki szkoleniowo-wypoczynkowe w Stroniu Śląskim i w Lądku-Zdroju.

## Historia
Bank został założony 28 października 1950 pod nazwą Gminna Kasa Spółdzielcza w Strzelinie.
Na przestrzeni lat bank kilkakrotnie zmieniał nazwę:
- w 1961 na Bank Spółdzielczy w Strzelinie
- w 1999 na Powiatowy Bank Spółdzielczy w Strzelinie
- w 2012 na Gospodarczy Bank Spółdzielczy w Strzelinie.

Bank zrzeszony był w:
- Banku Gospodarki Żywnościowej O/Wrocław (1975 – 1991)
- Gospodarczym Banku Południowo-Zachodnim we Wrocławiu (1991 – 1996)
- Dolnośląskim Banku Regionalnym we Wrocławiu (1996 – 2002)
- Gospodarczym Banku Wielkopolskim w Poznaniu (Spółdzielcza Grupa Bankowa) (2002 – nadal).

W 1998 połączyły się banki spółdzielcze w Strzelinie, Borowie i w Przewornie.

## Władze
W skład zarządu banki wchodzą:
- Prezes Zarządu – Zdzisław Kozicki
- Wiceprezes Zarządu – Halina Malawska-Szydłowska
- Wiceprezes Zarządu – Piotr Malawski
- Członek Zarządu – Claudia Wlazły.

Czynności nadzoru banku sprawuje 7-osobowa rada nadzorcza.

## Placówki
- Centrala – Strzelin ul. Kilińskiego 2
- oddziały:
  - Kłodzko
  - Lądek-Zdrój
  - Borów
  - Przeworno
  - Stronie Śląskie
  - Strzelin
- filie:
  - Borów
  - Bystrzyca Kłodzka
  - Ziębice
- punkty obsługi klienta:
  - Stronie Śląskie
  - Ziębice
  - Strzelin
  - Kłodzko (2)
  - Paczków
  - Kondratowice
  - Przeworno
  - Szczytna